# Cryphonectria
Cryphonectria és un gènere de fongs pertanyent a l'ordre dels diaportals (Diaporthales). Són fongs patògens que tenen com a hostes espècies d'arbres de diferents famílies. És un gènere molt proper a Endothia, de fet certes espècies de Cryphonectria eren considerades del gènere Endothia.

## Taxonomia
Va ser descrit per Pier Andrea Saccardo l'any 1905. En l'actualitat (2018) 13 espècies formen part del gènere Cryphonectria. Dos de les quals, Cryphonectria quercus i Cryphonectria quercicola, s'han descrit recentment (2018):
- Cryphonectria abscondita
- Cryphonectria acaciarum
- Cryphonectria decipiens
- Cryphonectria japonica
- Cryphonectria macrospora
- Cryphonectria moriformis
- Cryphonectria naterciae
- Cryphonectria nitschkei
- Cryphonectria parasitica
- Cryphonectria quercicola
- Cryphonectria quercus
- Cryphonectria radicalis
- Cryphonectria variicolor

L'espècie més coneguda del gènere és Cryphonectria parasitica, espècie causant de la malaltia del xancre del castanyer que afecta greument a les espècies Castanea dentata i Castanea sativa.